# Altes Herz geht auf die Reise (1938)
Altes Herz geht auf die Reise ist ein deutscher Spielfilm aus dem Jahre 1938 von Carl Junghans mit Eugen Klöpfer in der Hauptrolle. Der auf dem gleichnamigen Roman (1936) von Hans Fallada basierende Streifen wurde von Propaganda- und Filmminister Joseph Goebbels 1938 mit Verbot belegt, weil sich der Regisseur nicht an die genehmigte Drehbuchfassung gehalten hatte.

## Handlung
Professor Gotthold Kittguß macht seinem Vornamen alle Ehre, denn er ist ein gläubiger und gottesfürchtiger aber auch ein ziemlich gutmütiger Mann. Eines Tages erhält er ein Schreiben überstellt, in dem sein Patenkind Rosemarie um Hilfe bittet. Sie ist die Tochter einer guten, mittlerweile verstorbenen Freundes, sodass der alternde Professor nicht lange zögert, und sich sogleich auf den Weg macht. Rosemarie wohnt in einem kleinen Dorf, in dem man den Fremden herzlich willkommen heißt. Unterkunft findet Kittguß beim freundlichen Bauern Wilhelm Tamm. Als erstes will der Reisende seine Rosemarie treffen, die ihm jedoch nichts Gutes zu berichten haben. Sie lebt bei Pflegeeltern, den Schliekers. Die bewirtschaften den Hof, der qua Erbe Rosemarie gehört. Das Mädchen erzählt ihrem Patenonkel, dass die Schliekers sie sehr schlecht behandeln, fast wie ein Dienstmädchen und Haussklaven, und dass es den weiteren vier kleinen Kindern, die ebenfalls von den Schliekers in Pflege genommen wurden, nicht besser gehe. Professor Kittguß will sich ein eigenes Bild machen und spricht mit dem Gutsverwalter Paul Schlieker. Der erweist sich als Grobian und ungehobelter, polternder Klotz, der schließlich den ungebetenen Gast sogar im Kohlenkeller wegsperrt.
Der alte Professor will jedoch nicht aufgeben. Rasch erkennt er das Problem, weshalb die Schliekers so grob im Umgang mit Anderen und auch im Dorf ziemlich unbeliebt sind. Das Ehepaar ist zutiefst frustriert, da es keine eigenen Kinder bekommen kann, und daher lassen die beiden ihren Missmut an allem und jedem aus. Kittguß veranlasst, dass die vier kleinen Kinder vom Hof abgeholt werden. Nonnen nehmen sich ihrer an. Das ganze Dorf hat diese Abholungsaktion mitbekommen, sodass die Schliekers eine weitere Demütigung erfahren. Mali Schlieker versucht ihren Mann Paul davon zu überzeugen, von hier fortzuziehen und woanders neu anzufangen, aber der Alte stellt sich quer. Rosemarie und der Briefüberbringer an Kittguß, der ziemlich verwahrloste Philipp, der gleichfalls auf dem Hof lebt, entschließen sich daraufhin, heimlich davonzulaufen. 
Rosemarie kommt in einem Häuschen im Wald unter, wo der alte Professor hinzustößt. Kurz darauf lernt das junge Mädchen den nur unwesentlich älteren Landarzt Dr. Wolters kennen. Die beiden mögen sich von Anfang an. Als am folgenden Tag Philipp in eine von Paul Schlieker aufgestellte Falle tritt und sich dabei verletzt, ist Dr. Wolters zu Stelle. Dieser überredet Rosemarie, zu den Schliekers zurückzukehren. Wieder zurück auf dem Hof, geht es derweil Mali Schlieker reichlich schlecht. Dr. Wolters stellt fest, dass die Pflegemutter schwanger ist. Rosemarie kümmert sich daraufhin um die ungeliebte Pflegemutter. Paul dreht derweilen durch und will das Haus mit der dort eingesperrten Rosemarie abfackeln. Im letzten Moment kommt Professor Kittguß hinzu und kann den vom Feuerteufel gelegten Brand mit Wolters‘ Hilfe rechtzeitig löschen. Als Paul Schlieker erfährt, dass er nach all den Jahren nun doch noch leiblicher Vater wird, beruhigt er sich und durchlebt eine rasante Wandlung in seinem Wesen vom Despoten zum liebevollen Gatten und werdenden Vater. Rosemarie und Dr. Wolters werden ein Paar, und der alte Kittguß beschließt, sich hier im Dorf niederzulassen.

## Produktionsnotizen und Wissenswertes
Altes Herz geht auf die Reise entstand ab dem 20. Juli 1938, die Dreharbeiten in Mecklenburg (Carwitzer See, Feldberg, Neustrelitz) und Berlin-Gatow wurden Mitte Oktober desselben Jahres abgeschlossen. Junghans, der dem Propagandaministerium bzw. der Reichsfilmkammer zwei Drehbuchfassungen vorgelegt hatte, scheiterte mit beiden Versionen am Einspruch der NS-Behörden. Daher wurde ihm am 1. Juli 1938 der regimetreue Drehbuchautor Felix Lützkendorf als Co-Autor zur Seite gestellt. Da Junghans jedoch seine eigene (nicht genehmigte) Fassung umsetzte, wagte die Verleihfirma UFA nicht, den Film der Zensur vorzulegen, sodass es bis 1945 zu keiner öffentlichen Aufführung kam. Die Premiere fand 1947 in den USA statt, wohin Junghans den Film bei seiner Emigration 1940 mitgenommen hatte. Die deutsche Erstaufführung des Films war am 15. November 1974 im Düsseldorfer Filmforum. Die deutsche Fernsehpremiere fand am 30. April 1978 auf Bayern 3 statt.
Produzent Georg Witt übernahm auch die Herstellungsleitung, Ernst Martin die Produktionsleitung. Ludwig Reiber und Willi Depenau schufen die Filmbauten. Carl Erich Kroschke sorgte für den Ton. Franz R. Friedl übernahm die musikalische Leitung.
Margarethe Schöns Rolle (Frau Wanska) wurde aus der vorliegenden Fassung herausgeschnitten.

## Kritiken
Im Lexikon des Internationalen Films heißt es: „Nach einem Roman von Hans Fallada inszeniert, stellt der Film den "Blut- und Boden"-Mythos des NS-Staates in Frage. Aus diesem Grund wurde er der NS-Zensurbehörde nicht vorgelegt und verschwand in den Archiven.“